# 1314
Portal Geschichte | Portal Biografien | Aktuelle Ereignisse | Jahreskalender | Tagesartikel

◄ |
13. Jahrhundert |
14. Jahrhundert
| 15. Jahrhundert | ►

◄ |
1280er |
1290er |
1300er |
1310er
| 1320er | 1330er | 1340er | ►

◄◄ |
◄ |
1310 |
1311 |
1312 |
1313 |
1314
| 1315 | 1316 | 1317 | 1318 | ► | ►►
Staatsoberhäupter  · Nekrolog
| Januar | Januar | Januar | Januar | Januar | Januar | Januar | Januar |
| Kw     | Mo     | Di     | Mi     | Do     | Fr     | Sa     | So     |
| ------ | ------ | ------ | ------ | ------ | ------ | ------ | ------ |
| 1      |        | 1      | 2      | 3      | 4      | 5      | 6      |
| 2      | 7      | 8      | 9      | 10     | 11     | 12     | 13     |
| 3      | 14     | 15     | 16     | 17     | 18     | 19     | 20     |
| 4      | 21     | 22     | 23     | 24     | 25     | 26     | 27     |
| 5      | 28     | 29     | 30     | 31     |        |        |        |

| Februar | Februar | Februar | Februar | Februar | Februar | Februar | Februar |
| Kw      | Mo      | Di      | Mi      | Do      | Fr      | Sa      | So      |
| ------- | ------- | ------- | ------- | ------- | ------- | ------- | ------- |
| 5       |         |         |         |         | 1       | 2       | 3       |
| 6       | 4       | 5       | 6       | 7       | 8       | 9       | 10      |
| 7       | 11      | 12      | 13      | 14      | 15      | 16      | 17      |
| 8       | 18      | 19      | 20      | 21      | 22      | 23      | 24      |
| 9       | 25      | 26      | 27      | 28      |         |         |         |

| März | März | März | März | März | März | März | März |
| Kw   | Mo   | Di   | Mi   | Do   | Fr   | Sa   | So   |
| ---- | ---- | ---- | ---- | ---- | ---- | ---- | ---- |
| 9    |      |      |      |      | 1    | 2    | 3    |
| 10   | 4    | 5    | 6    | 7    | 8    | 9    | 10   |
| 11   | 11   | 12   | 13   | 14   | 15   | 16   | 17   |
| 12   | 18   | 19   | 20   | 21   | 22   | 23   | 24   |
| 13   | 25   | 26   | 27   | 28   | 29   | 30   | 31   |

| April | April | April | April | April | April | April | April |
| Kw    | Mo    | Di    | Mi    | Do    | Fr    | Sa    | So    |
| ----- | ----- | ----- | ----- | ----- | ----- | ----- | ----- |
| 14    | 1     | 2     | 3     | 4     | 5     | 6     | 7     |
| 15    | 8     | 9     | 10    | 11    | 12    | 13    | 14    |
| 16    | 15    | 16    | 17    | 18    | 19    | 20    | 21    |
| 17    | 22    | 23    | 24    | 25    | 26    | 27    | 28    |
| 18    | 29    | 30    |       |       |       |       |       |

| Mai | Mai | Mai | Mai | Mai | Mai | Mai | Mai |
| Kw  | Mo  | Di  | Mi  | Do  | Fr  | Sa  | So  |
| 18  |     |     | 1   | 2   | 3   | 4   | 5   |
| 19  | 6   | 7   | 8   | 9   | 10  | 11  | 12  |
| 20  | 13  | 14  | 15  | 16  | 17  | 18  | 19  |
| 21  | 20  | 21  | 22  | 23  | 24  | 25  | 26  |
| 22  | 27  | 28  | 29  | 30  | 31  |     |     |
| --- | --- | --- | --- | --- | --- | --- | --- |

| Juni | Juni | Juni | Juni | Juni | Juni | Juni | Juni |
| Kw   | Mo   | Di   | Mi   | Do   | Fr   | Sa   | So   |
| ---- | ---- | ---- | ---- | ---- | ---- | ---- | ---- |
| 22   |      |      |      |      |      | 1    | 2    |
| 23   | 3    | 4    | 5    | 6    | 7    | 8    | 9    |
| 24   | 10   | 11   | 12   | 13   | 14   | 15   | 16   |
| 25   | 17   | 18   | 19   | 20   | 21   | 22   | 23   |
| 26   | 24   | 25   | 26   | 27   | 28   | 29   | 30   |

| Juli | Juli | Juli | Juli | Juli | Juli | Juli | Juli |
| Kw   | Mo   | Di   | Mi   | Do   | Fr   | Sa   | So   |
| ---- | ---- | ---- | ---- | ---- | ---- | ---- | ---- |
| 27   | 1    | 2    | 3    | 4    | 5    | 6    | 7    |
| 28   | 8    | 9    | 10   | 11   | 12   | 13   | 14   |
| 29   | 15   | 16   | 17   | 18   | 19   | 20   | 21   |
| 30   | 22   | 23   | 24   | 25   | 26   | 27   | 28   |
| 31   | 29   | 30   | 31   |      |      |      |      |

| August | August | August | August | August | August | August | August |
| Kw     | Mo     | Di     | Mi     | Do     | Fr     | Sa     | So     |
| ------ | ------ | ------ | ------ | ------ | ------ | ------ | ------ |
| 31     |        |        |        | 1      | 2      | 3      | 4      |
| 32     | 5      | 6      | 7      | 8      | 9      | 10     | 11     |
| 33     | 12     | 13     | 14     | 15     | 16     | 17     | 18     |
| 34     | 19     | 20     | 21     | 22     | 23     | 24     | 25     |
| 35     | 26     | 27     | 28     | 29     | 30     | 31     |        |

| September | September | September | September | September | September | September | September |
| Kw        | Mo        | Di        | Mi        | Do        | Fr        | Sa        | So        |
| --------- | --------- | --------- | --------- | --------- | --------- | --------- | --------- |
| 35        |           |           |           |           |           |           | 1         |
| 36        | 2         | 3         | 4         | 5         | 6         | 7         | 8         |
| 37        | 9         | 10        | 11        | 12        | 13        | 14        | 15        |
| 38        | 16        | 17        | 18        | 19        | 20        | 21        | 22        |
| 39        | 23        | 24        | 25        | 26        | 27        | 28        | 29        |
| 40        | 30        |           |           |           |           |           |           |

| Oktober | Oktober | Oktober | Oktober | Oktober | Oktober | Oktober | Oktober |
| Kw      | Mo      | Di      | Mi      | Do      | Fr      | Sa      | So      |
| ------- | ------- | ------- | ------- | ------- | ------- | ------- | ------- |
| 40      |         | 1       | 2       | 3       | 4       | 5       | 6       |
| 41      | 7       | 8       | 9       | 10      | 11      | 12      | 13      |
| 42      | 14      | 15      | 16      | 17      | 18      | 19      | 20      |
| 43      | 21      | 22      | 23      | 24      | 25      | 26      | 27      |
| 44      | 28      | 29      | 30      | 31      |         |         |         |

| November | November | November | November | November | November | November | November |
| Kw       | Mo       | Di       | Mi       | Do       | Fr       | Sa       | So       |
| -------- | -------- | -------- | -------- | -------- | -------- | -------- | -------- |
| 44       |          |          |          |          | 1        | 2        | 3        |
| 45       | 4        | 5        | 6        | 7        | 8        | 9        | 10       |
| 46       | 11       | 12       | 13       | 14       | 15       | 16       | 17       |
| 47       | 18       | 19       | 20       | 21       | 22       | 23       | 24       |
| 48       | 25       | 26       | 27       | 28       | 29       | 30       |          |

| Dezember | Dezember | Dezember | Dezember | Dezember | Dezember | Dezember | Dezember |
| Kw       | Mo       | Di       | Mi       | Do       | Fr       | Sa       | So       |
| -------- | -------- | -------- | -------- | -------- | -------- | -------- | -------- |
| 48       |          |          |          |          |          |          | 1        |
| 49       | 2        | 3        | 4        | 5        | 6        | 7        | 8        |
| 50       | 9        | 10       | 11       | 12       | 13       | 14       | 15       |
| 51       | 16       | 17       | 18       | 19       | 20       | 21       | 22       |
| 52       | 23       | 24       | 25       | 26       | 27       | 28       | 29       |
| 1        | 30       | 31       |          |          |          |          |          |

| Januar | Januar | Januar | Januar | Januar | Januar | Januar | Januar |
| Kw     | Mo     | Di     | Mi     | Do     | Fr     | Sa     | So     |
| ------ | ------ | ------ | ------ | ------ | ------ | ------ | ------ |
| 1      |        | 1      | 2      | 3      | 4      | 5      | 6      |
| 2      | 7      | 8      | 9      | 10     | 11     | 12     | 13     |
| 3      | 14     | 15     | 16     | 17     | 18     | 19     | 20     |
| 4      | 21     | 22     | 23     | 24     | 25     | 26     | 27     |
| 5      | 28     | 29     | 30     | 31     |        |        |        |

| Februar | Februar | Februar | Februar | Februar | Februar | Februar | Februar |
| Kw      | Mo      | Di      | Mi      | Do      | Fr      | Sa      | So      |
| ------- | ------- | ------- | ------- | ------- | ------- | ------- | ------- |
| 5       |         |         |         |         | 1       | 2       | 3       |
| 6       | 4       | 5       | 6       | 7       | 8       | 9       | 10      |
| 7       | 11      | 12      | 13      | 14      | 15      | 16      | 17      |
| 8       | 18      | 19      | 20      | 21      | 22      | 23      | 24      |
| 9       | 25      | 26      | 27      | 28      |         |         |         |

| März | März | März | März | März | März | März | März |
| Kw   | Mo   | Di   | Mi   | Do   | Fr   | Sa   | So   |
| ---- | ---- | ---- | ---- | ---- | ---- | ---- | ---- |
| 9    |      |      |      |      | 1    | 2    | 3    |
| 10   | 4    | 5    | 6    | 7    | 8    | 9    | 10   |
| 11   | 11   | 12   | 13   | 14   | 15   | 16   | 17   |
| 12   | 18   | 19   | 20   | 21   | 22   | 23   | 24   |
| 13   | 25   | 26   | 27   | 28   | 29   | 30   | 31   |

| April | April | April | April | April | April | April | April |
| Kw    | Mo    | Di    | Mi    | Do    | Fr    | Sa    | So    |
| ----- | ----- | ----- | ----- | ----- | ----- | ----- | ----- |
| 14    | 1     | 2     | 3     | 4     | 5     | 6     | 7     |
| 15    | 8     | 9     | 10    | 11    | 12    | 13    | 14    |
| 16    | 15    | 16    | 17    | 18    | 19    | 20    | 21    |
| 17    | 22    | 23    | 24    | 25    | 26    | 27    | 28    |
| 18    | 29    | 30    |       |       |       |       |       |

| Mai | Mai | Mai | Mai | Mai | Mai | Mai | Mai |
| Kw  | Mo  | Di  | Mi  | Do  | Fr  | Sa  | So  |
| 18  |     |     | 1   | 2   | 3   | 4   | 5   |
| 19  | 6   | 7   | 8   | 9   | 10  | 11  | 12  |
| 20  | 13  | 14  | 15  | 16  | 17  | 18  | 19  |
| 21  | 20  | 21  | 22  | 23  | 24  | 25  | 26  |
| 22  | 27  | 28  | 29  | 30  | 31  |     |     |
| --- | --- | --- | --- | --- | --- | --- | --- |

| Juni | Juni | Juni | Juni | Juni | Juni | Juni | Juni |
| Kw   | Mo   | Di   | Mi   | Do   | Fr   | Sa   | So   |
| ---- | ---- | ---- | ---- | ---- | ---- | ---- | ---- |
| 22   |      |      |      |      |      | 1    | 2    |
| 23   | 3    | 4    | 5    | 6    | 7    | 8    | 9    |
| 24   | 10   | 11   | 12   | 13   | 14   | 15   | 16   |
| 25   | 17   | 18   | 19   | 20   | 21   | 22   | 23   |
| 26   | 24   | 25   | 26   | 27   | 28   | 29   | 30   |

| Juli | Juli | Juli | Juli | Juli | Juli | Juli | Juli |
| Kw   | Mo   | Di   | Mi   | Do   | Fr   | Sa   | So   |
| ---- | ---- | ---- | ---- | ---- | ---- | ---- | ---- |
| 27   | 1    | 2    | 3    | 4    | 5    | 6    | 7    |
| 28   | 8    | 9    | 10   | 11   | 12   | 13   | 14   |
| 29   | 15   | 16   | 17   | 18   | 19   | 20   | 21   |
| 30   | 22   | 23   | 24   | 25   | 26   | 27   | 28   |
| 31   | 29   | 30   | 31   |      |      |      |      |

| August | August | August | August | August | August | August | August |
| Kw     | Mo     | Di     | Mi     | Do     | Fr     | Sa     | So     |
| ------ | ------ | ------ | ------ | ------ | ------ | ------ | ------ |
| 31     |        |        |        | 1      | 2      | 3      | 4      |
| 32     | 5      | 6      | 7      | 8      | 9      | 10     | 11     |
| 33     | 12     | 13     | 14     | 15     | 16     | 17     | 18     |
| 34     | 19     | 20     | 21     | 22     | 23     | 24     | 25     |
| 35     | 26     | 27     | 28     | 29     | 30     | 31     |        |

| September | September | September | September | September | September | September | September |
| Kw        | Mo        | Di        | Mi        | Do        | Fr        | Sa        | So        |
| --------- | --------- | --------- | --------- | --------- | --------- | --------- | --------- |
| 35        |           |           |           |           |           |           | 1         |
| 36        | 2         | 3         | 4         | 5         | 6         | 7         | 8         |
| 37        | 9         | 10        | 11        | 12        | 13        | 14        | 15        |
| 38        | 16        | 17        | 18        | 19        | 20        | 21        | 22        |
| 39        | 23        | 24        | 25        | 26        | 27        | 28        | 29        |
| 40        | 30        |           |           |           |           |           |           |

| Oktober | Oktober | Oktober | Oktober | Oktober | Oktober | Oktober | Oktober |
| Kw      | Mo      | Di      | Mi      | Do      | Fr      | Sa      | So      |
| ------- | ------- | ------- | ------- | ------- | ------- | ------- | ------- |
| 40      |         | 1       | 2       | 3       | 4       | 5       | 6       |
| 41      | 7       | 8       | 9       | 10      | 11      | 12      | 13      |
| 42      | 14      | 15      | 16      | 17      | 18      | 19      | 20      |
| 43      | 21      | 22      | 23      | 24      | 25      | 26      | 27      |
| 44      | 28      | 29      | 30      | 31      |         |         |         |

| November | November | November | November | November | November | November | November |
| Kw       | Mo       | Di       | Mi       | Do       | Fr       | Sa       | So       |
| -------- | -------- | -------- | -------- | -------- | -------- | -------- | -------- |
| 44       |          |          |          |          | 1        | 2        | 3        |
| 45       | 4        | 5        | 6        | 7        | 8        | 9        | 10       |
| 46       | 11       | 12       | 13       | 14       | 15       | 16       | 17       |
| 47       | 18       | 19       | 20       | 21       | 22       | 23       | 24       |
| 48       | 25       | 26       | 27       | 28       | 29       | 30       |          |

| Dezember | Dezember | Dezember | Dezember | Dezember | Dezember | Dezember | Dezember |
| Kw       | Mo       | Di       | Mi       | Do       | Fr       | Sa       | So       |
| -------- | -------- | -------- | -------- | -------- | -------- | -------- | -------- |
| 48       |          |          |          |          |          |          | 1        |
| 49       | 2        | 3        | 4        | 5        | 6        | 7        | 8        |
| 50       | 9        | 10       | 11       | 12       | 13       | 14       | 15       |
| 51       | 16       | 17       | 18       | 19       | 20       | 21       | 22       |
| 52       | 23       | 24       | 25       | 26       | 27       | 28       | 29       |
| 1        | 30       | 31       |          |          |          |          |          |

## Ereignisse

### Politik und Weltgeschehen

#### Frankreich
- 18. März: Eine von Papst Clemens V. eingesetzte Kommission verkündet vor der Kirche Notre Dame de Paris das Urteil gegen den letzten Großmeister des vor zwei Jahren aufgelösten Templerordens, Jacques de Molay, den Meister der Normandie Geoffroy de Charnay und zwei weitere Tempelritter: Es lautet wegen angeblicher Ketzerei und Sodomie auf lebenslange Freiheitsstrafe. De Molay und de Charnay protestieren daraufhin heftig und widerrufen alle ihre früheren Geständnisse, während die beiden anderen schweigen. Als sich die päpstliche Gerichtskommission zu einer weiteren Beratung zurückzieht, beschließt König Philipp IV. von Frankreich, der bei der Urteilsverkündung nicht anwesend war, die sofortige Hinrichtung von Jacques de Molay und Geoffroy de Charnay, ohne das Urteil der Kirche abzuwarten. Am Abend werden die beiden in Paris auf dem Scheiterhaufen verbrannt.

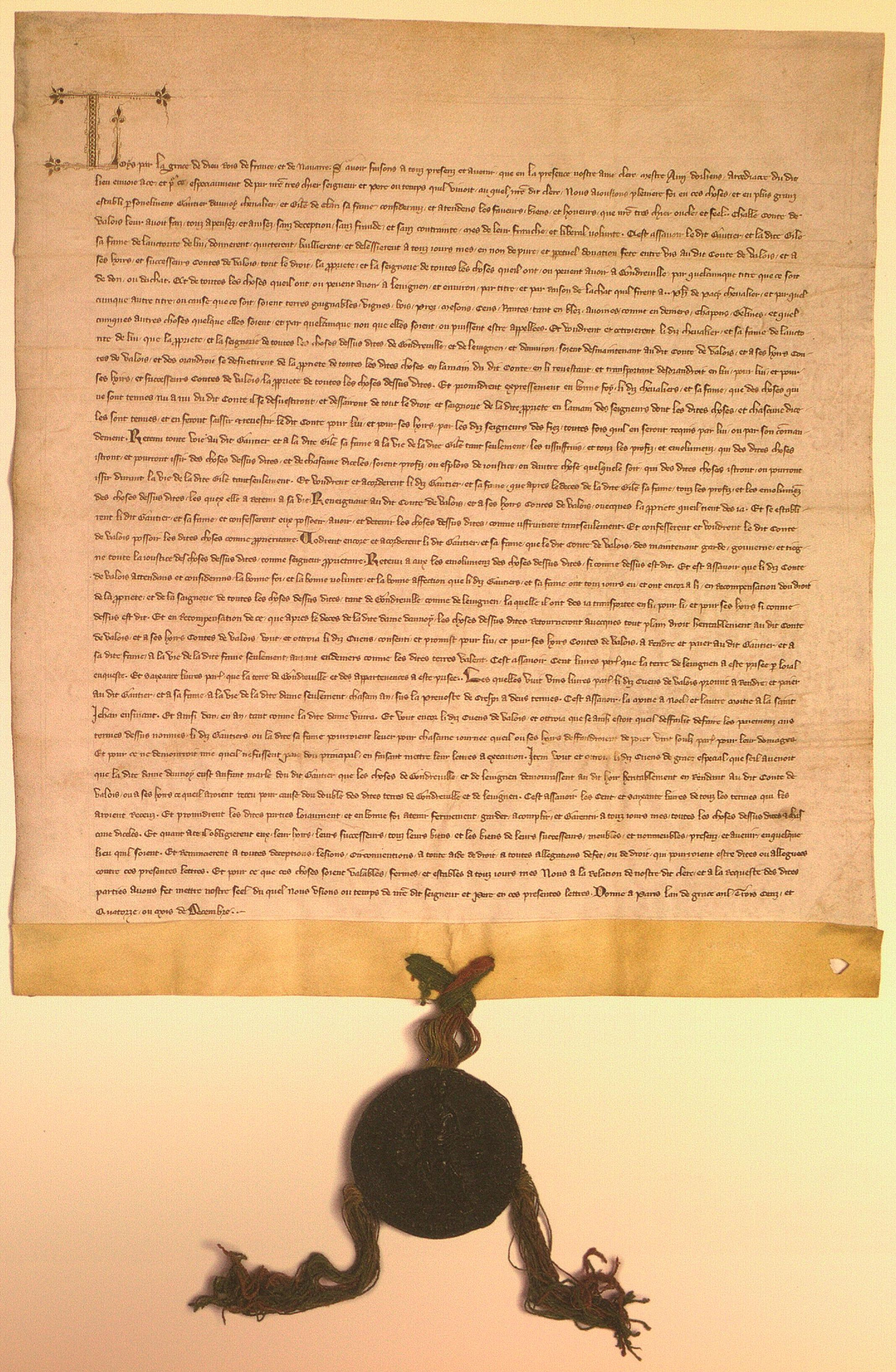
Eine Urkunde Ludwigs X. von Dezember 1314; Paris, Archives nationales, J 163 B, Nr. 59

- 29. November: In Frankreich stirbt Philipp der Schöne. Da sowohl er als auch Papst Clemens V. innerhalb kurzer Zeit nach der Hinrichtung von Jacques de Molay sterben, kommt das Gerücht auf, die beiden wären vom Großmeister verflucht worden. Philipps Nachfolger wird Ludwig X., auch der Zänker genannt.
- Paris: Die beiden Schwiegertöchter des französischen Königs Philipp IV., Margarete und Blanka von Burgund, werden im Skandal um den Tour de Nesle des Ehebruchs überführt. Ihre Liebhaber werden hingerichtet.

#### Heiliges Römisches Reich
- 6. Januar: Im Zuge des Marchenstreits überfallen und plündern Schwyzer Landsleute das Kloster Einsiedeln.
- 19. Oktober: Friedrich der Schöne aus dem Hause Habsburg wird im Münster zu Bonn von der Minderheit der Kurfürsten zum König gewählt. Am 20. Oktober wird von der Mehrheit Ludwig der Bayer gewählt. Da das Mehrheitsprinzip noch nicht gilt, und für den am 20. April verstorbenen Papst Clemens V., der das letzte Wort gehabt hätte, noch kein Nachfolger gewählt worden ist, werden beide gekrönt.
- Uguccione della Faggiola, Podestà und Capitano del Popolo von Pisa erobert mit Hilfe seines Protegés Castruccio Castracani den Stadtstaat Lucca.

#### Schottland / England
- 23./24. Juni: Die Schlacht von Bannockburn bei Stirling bringt während der schottischen Unabhängigkeitskriege einen Sieg des schottischen Königs Robert „The“ Bruce gegen den englischen König Edward II. Das ist ein wichtiger Schritt zur Bewahrung der schottischen Unabhängigkeit.

#### Weitere Ereignisse in Europa
- Der spätere serbische König Stefan Uroš III. Dečanski erhebt sich gegen seinen Vater Stefan Uroš II. Milutin, wird gefangen genommen, geblendet und ins Exil nach Byzanz geschickt.
- Nasr, Sultan von Granada wird abgesetzt. Sein Nachfolger wird Ismail I.

#### Asien

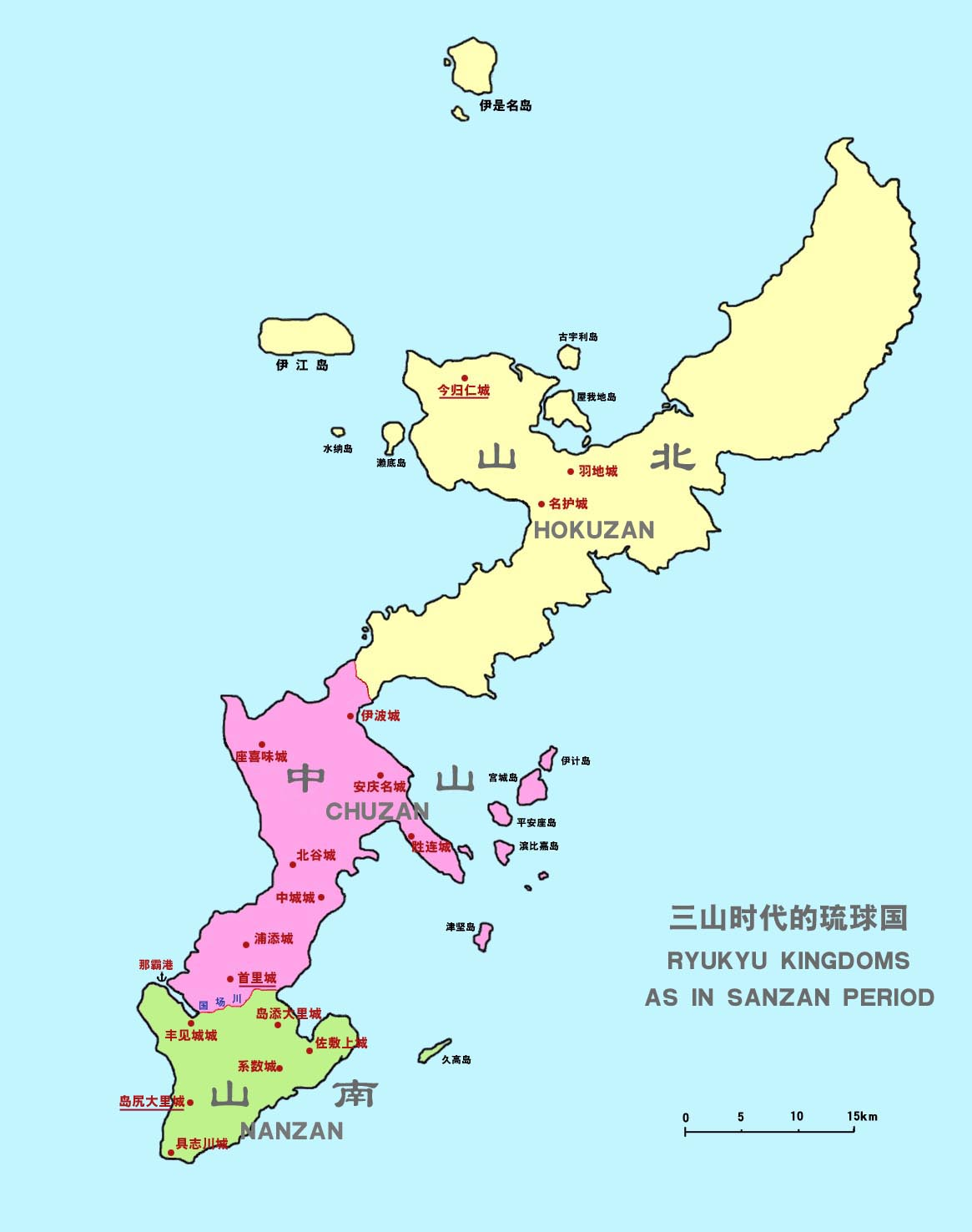
Chūzan im Zentrum von Okinawa während der Sanzan-Zeit

- Tamagusuku, gegen dessen Übernahme des Amts des obersten Fürsten von Okinawa im Vorjahr Rebellionen der anderen Inselfürsten ausgebrochen sind, ruft von seiner künftigen Hauptstadt Urasoe aus den Staat Chūzan aus. Mehrere Fürsten fliehen daraufhin mit ihrem Gefolge in den Norden und Süden der Insel und bringen die dortigen Gebiete unter ihre Kontrolle. Die Sanzan-Zeit beginnt.

#### Stadtrechte und urkundliche Ersterwähnungen
- Ahrensburg (als Woldenhorn), Bargteheide, Beckenried, Dienstadt, La Neuveville, Stötten am Auerberg und Tonndorf werden erstmals urkundlich erwähnt.
- Die Westerwaldorte Hachenburg, Altenkirchen und Weltersburg erhalten Stadtrechte.

### Wissenschaft und Technik
- Die Clementinae, viertes Buch des „Codex Iuris Canonici“, werden erstellt.
- Das Exeter College der Universität Oxford wird von Bischof Walter Stapeldon gegründet.

### Religion

#### Buddhismus
Butön Rinchen Drub, elfter Abt des Klosters Shalu bei Xigazê in Tibet gründet nicht weit davon in Shigatse das buddhistische Kloster Riphug.

#### Christentum

Wappen des Camerlengo während der Sedisvakanz

Nach dem Tod von Papst Clemens V. am 20. April beginnt am 1. Mai in Carpentras, das Clemens zuvor zu seiner Zweitresidenz gemacht hat, unter dem Vorsitz von Kardinaldekan Niccolò Alberti das Konklave zur Wahl eines Nachfolgers. Es wird jedoch zwei Jahre dauern, bis die Teilnehmer sich auf einen neuen Papst einigen können. Drei Monate nach Konklavebeginn bricht in der Stadt ein Feuer aus, woraufhin die zu diesem Zeitpunkt 24 Kardinäle die Stadt verlassen. Der Versuch, die Wahl erneut aufzunehmen, bleibt bis zum Ende des Jahres auch nach mehreren Verhandlungen ohne Erfolg.

#### Judentum
- um 1314: Die Sarajevo-Haggada entsteht.

## Geboren

### Geburtsdatum gesichert
- 5. Mai: Thomas Holland, englischer Adeliger († 1360)
- 18. Oktober: Giles de Badlesmere, englischer Adeliger († 1338)

### Genaues Geburtsdatum unbekannt
- Rafaino de’ Caresini, Großkanzler Venedigs († 1390)
- Amda Seyon I., äthiopischer Kaiser († 1344)
- Sayyid Ali Hamadani, islamischer Mystiker († 1384)
- Friedrich Herter von Dußlingen, württembergischer Ritter († 1359)
- Ramathibodi I., erster König des siamesischen Königreiches von Ayutthaya († 1369)
- Waldemar III. von Schleswig, König von Dänemark und Herzog von Schleswig († 1364)

### Geboren um 1314
- 1313/1314: Thomas de Beauchamp, englischer Adeliger und Heerführer im Hundertjährigen Krieg († 1369)

## Gestorben

### Erstes Halbjahr
- 21. Januar: Muhammad III., bis 1309 Emir von Granada (* 1257)
- 30. Januar: Margarete von Hochstaden, Gräfin von Berg
- 8. Februar: Jelena Anžujska, serbische Königin (* um 1230)
- 4. März: Jakub Świnka, Erzbischof von Gnesen
- 18. März: Geoffroy de Charnay, französischer Templer (* um 1251)
- 18. März: Jacques de Molay, französischer letzter Großmeister des Templerordens (* um 1244)
- um den 25. März: Alan la Zouche, 1. Baron la Zouche of Ashby, englischer Adeliger (* 1267)
- 1. April: Heinrich III., Abt von St. Blasien

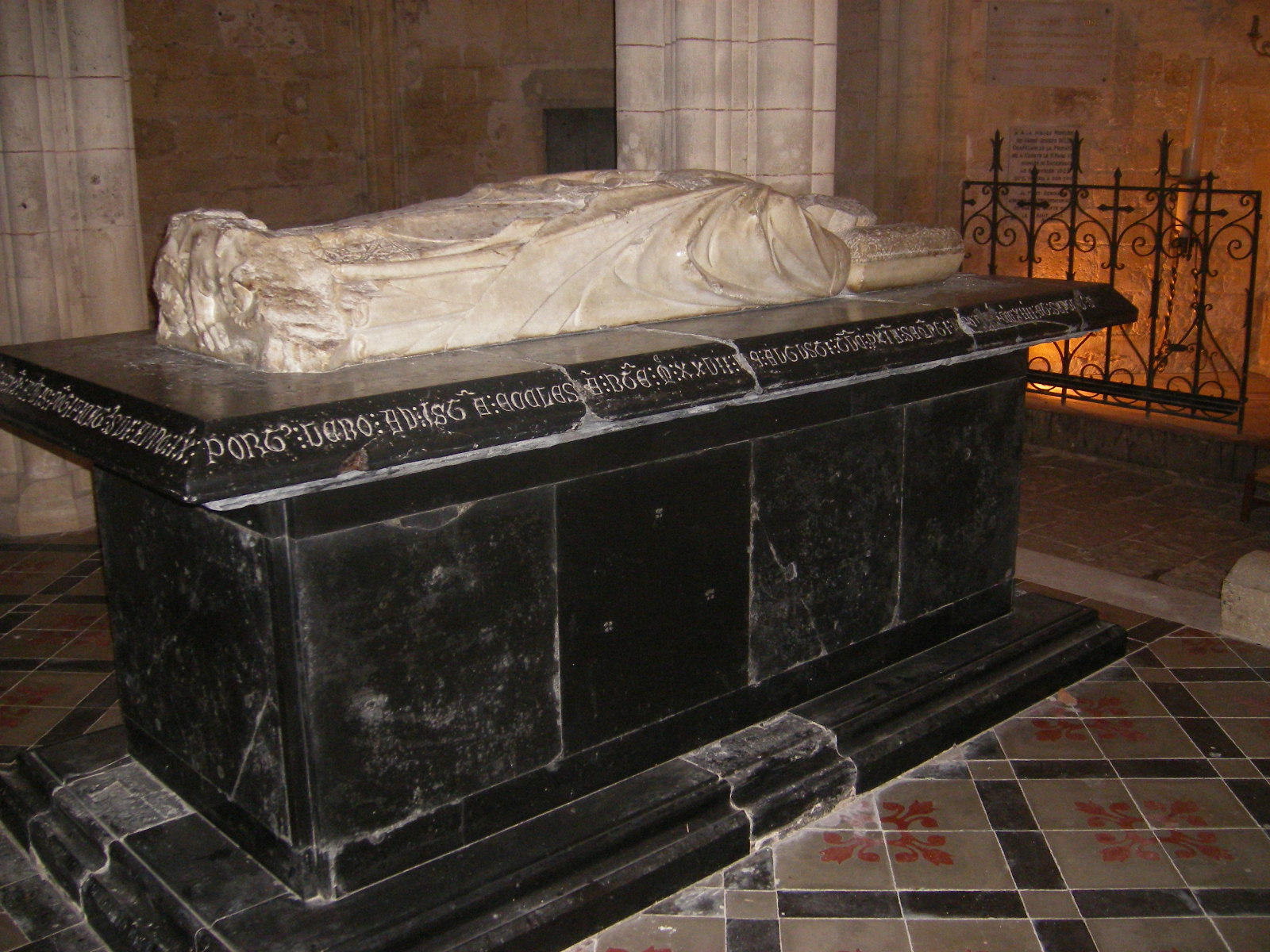
Grabmal Clemens V.

- 20. April: Clemens V., Papst (* zwischen 1250 und 1265)
- 3. Mai: Emilia Bicchieri, italienische Dominikanerin, Priorin, Selige und Mystikerin (* 1238)
- 17. Mai: Adelheid von Ochsenstein, Markgräfin von Baden
- 23./24. Juni: Edmund Hastings, englischer Adliger und Militär (* um 1265)
- 23./24. Juni: William Marshal, englischer Adliger (* um 1277)
- 24. Juni: Gilbert de Clare, englischer Adeliger (* 1291)
- 24. Juni: Robert de Clifford, englischer Magnat und Militär (* 1274)
- 24. Juni: John Comyn, schottischer Adliger
- 24. Juni: Edmund Mauley, englischer Höfling und Ritter
- 24. Juni: Miles Stapleton, englischer Adliger und Höfling
- 24. Juni: William de Vescy of Kildare, englisch-irischer Adeliger und Politiker

### Zweites Halbjahr
- 27. August: Gottfried von Hexenagger, Bischof von Freising
- 22. September: Beatrix von Brandenburg, Ehefrau Heinrichs II. (des Löwen) und Fürstin von Mecklenburg
- 30. September: Jolanda I. von Lusignan, französische Adelige (* 1257)
- 3. Oktober: Salome von Pommerellen, Herzogin von Kujawien (* um 1250)
- 21. Oktober: Geoffrey de Geneville, anglo-französischer Baron (* um 1226)
- Oktober: Henry Percy, englischer Adeliger und Militär (* 1273)
- 1. November: Gottfried I. von Bülow, Bischof von Schwerin (* um 1260)
- 13. November: Albrecht der Entartete, Landgraf von Thüringen (* 1240)
- 25. November: Nikolaus, Herr zu Rostock

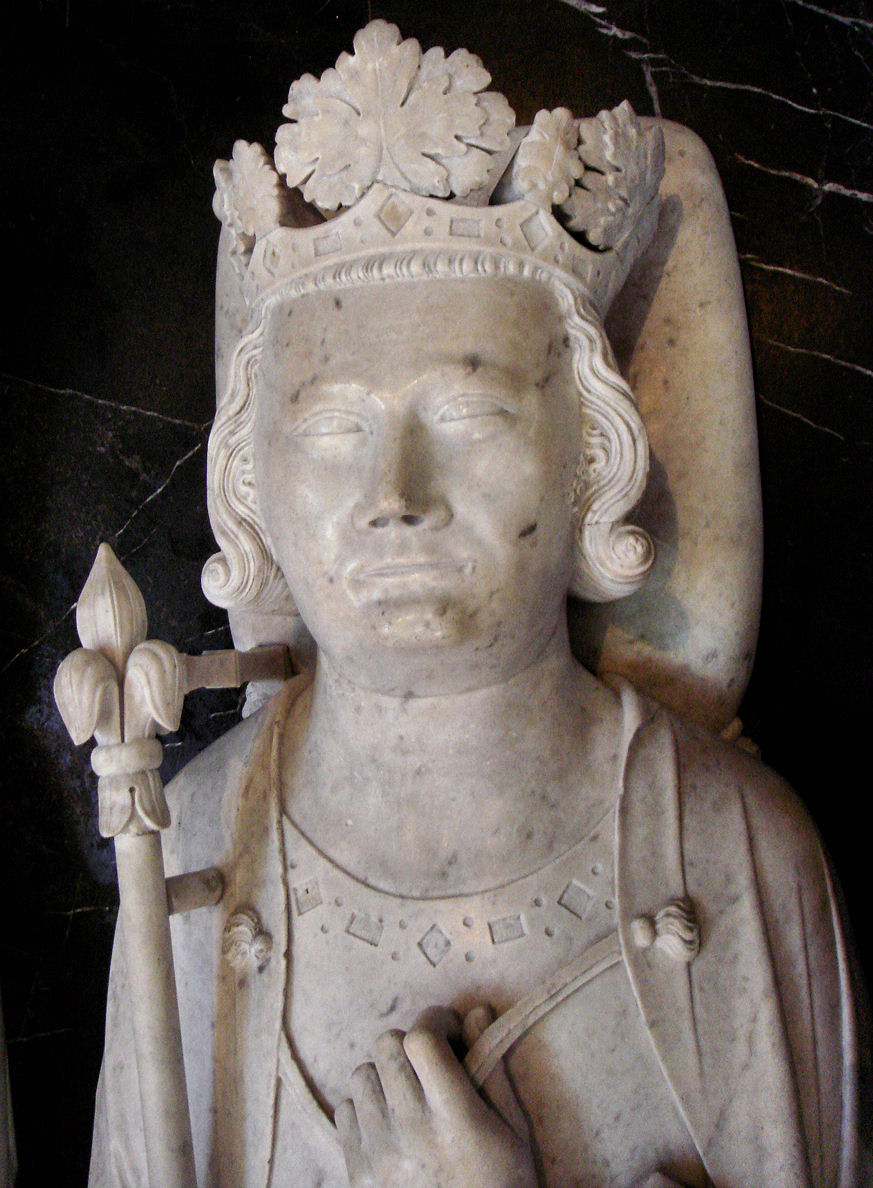
Grabbüste Philipps IV. des Schönen

- 29. November: Philipp IV., König von Frankreich (* 1268)
- 22. Dezember: Rudolf III., Graf von Habsburg-Laufenburg (* 1270)

### Genaues Todesdatum unbekannt
- Ermengol X., Graf von Urgell
- Friedrich von Stolberg, Gegenbischof von Würzburg
- Heinrich von Frauenberg, Freiherr auf Burg Gutenberg (* 1257)
- Raniero Grimaldi, genuesischer Politiker, französischer Admiral und erster Herr von Monaco (* 1267)
- Konrad IV., Graf von Abenberg (* um 1220)
- Nikō, japanischer buddhistischer Mönch (* 1253)
- Robert VI., Graf von Auvergne
- Bernard Saisset, erster Bischof von Pamiers (* um 1233)
- Sangye Pel, Kaiserlicher Lehrer, Person des tibetischen Buddhismus (* 1267)
- Volkmar von Fürstenfeld, deutscher Zisterziensermönch und Geschichtsschreiber

### Gestorben um 1314
- vor 4. Januar 1315, wahrscheinlich Ende 1314: John Balliol, König von Schottland